# St. Peter und Paul (Tankham)

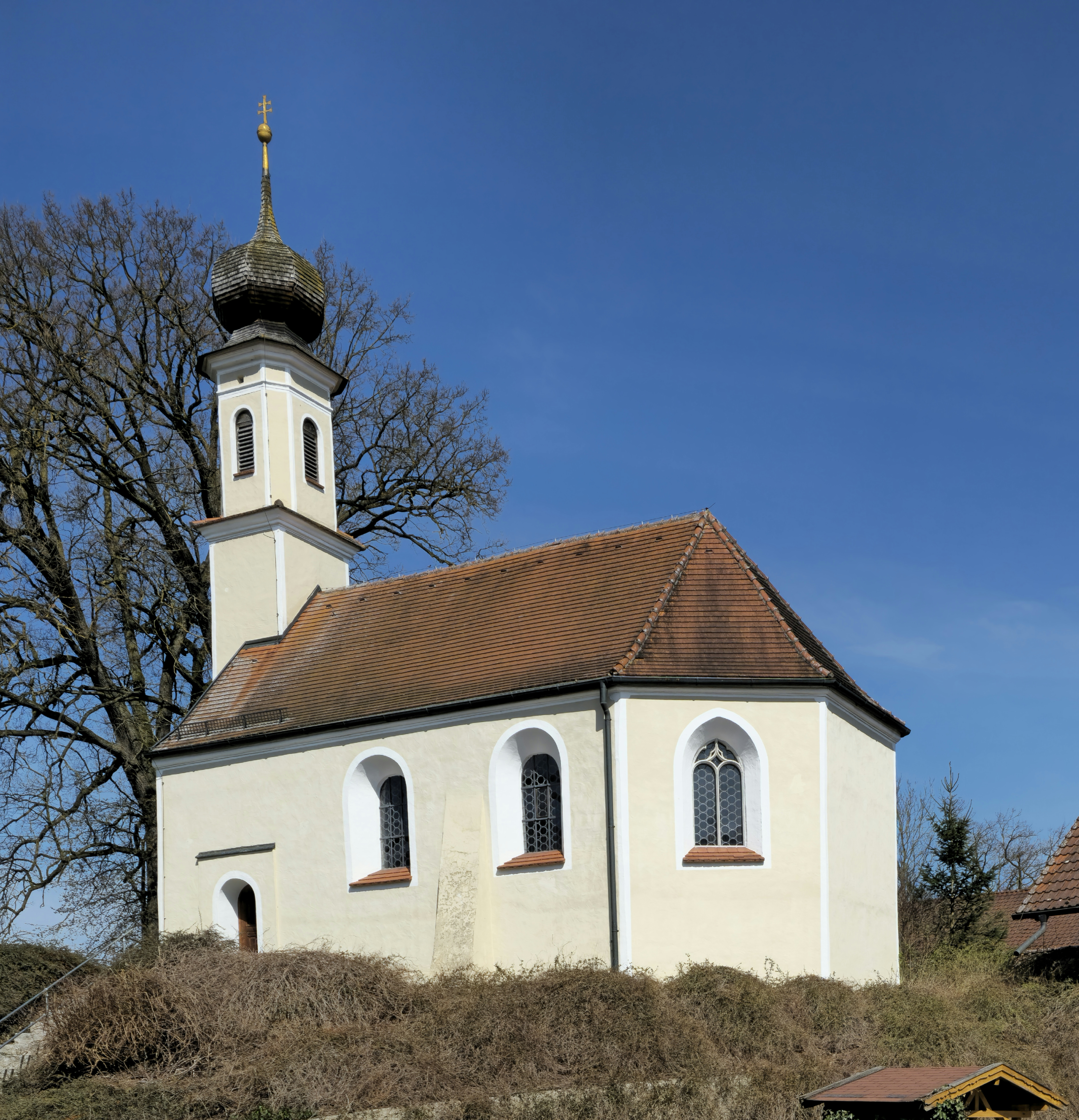
St. Peter und Paul in Tankham

Innenraum

Die römisch-katholische Filialkirche St. Peter und Paul steht in Tankham, einem Gemeindeteil von Bockhorn im oberbayerischen Landkreis Erding. Sie ist in der Liste der Baudenkmäler in Bockhorn (Oberbayern) unter der Nr. D-1-77-113-24 eingetragen. Die Kirche gehört zum Erzbistum München und Freising. Der Sakralbau wurde zuletzt in den Jahren 1977–1980 renoviert.

## Beschreibung
Die Saalkirche besteht aus dem romanischen Langhaus, das in der Barockzeit mit einem Stichkappengewölbe mit Stuckleistenzier versehen wurde, dem dreiseitig geschlossenen, spätgotischen Chor im Osten und dem halb in das Langhaus eingestellten Kirchturm mit Zwiebelhaube im Westen. In seinem obersten Geschoss steht der Glockenstuhl. Der Eingang ist an der Südwand des Langhauses. Der Chor ist mit einem Netzgewölbe überspannt. Im maßwerk- und fialenverzierten Retabel des neugotischen Hochaltars steht in der Mittelnische eine Staue des hl. Petrus, assistiert in den äußeren Nischen von den Evangelisten Johannes (links) und Matthäus (rechts). Zwischen ihnen und dem ersten Papst stehen zwei Engel die die Papst-Insignien tragen. An der linken  Langhausseite unmittelbar vor dem Chorbogen steht auf einer Wandkonsole eine barocke Skulptur des hl. Florian.